# Història de Ghana

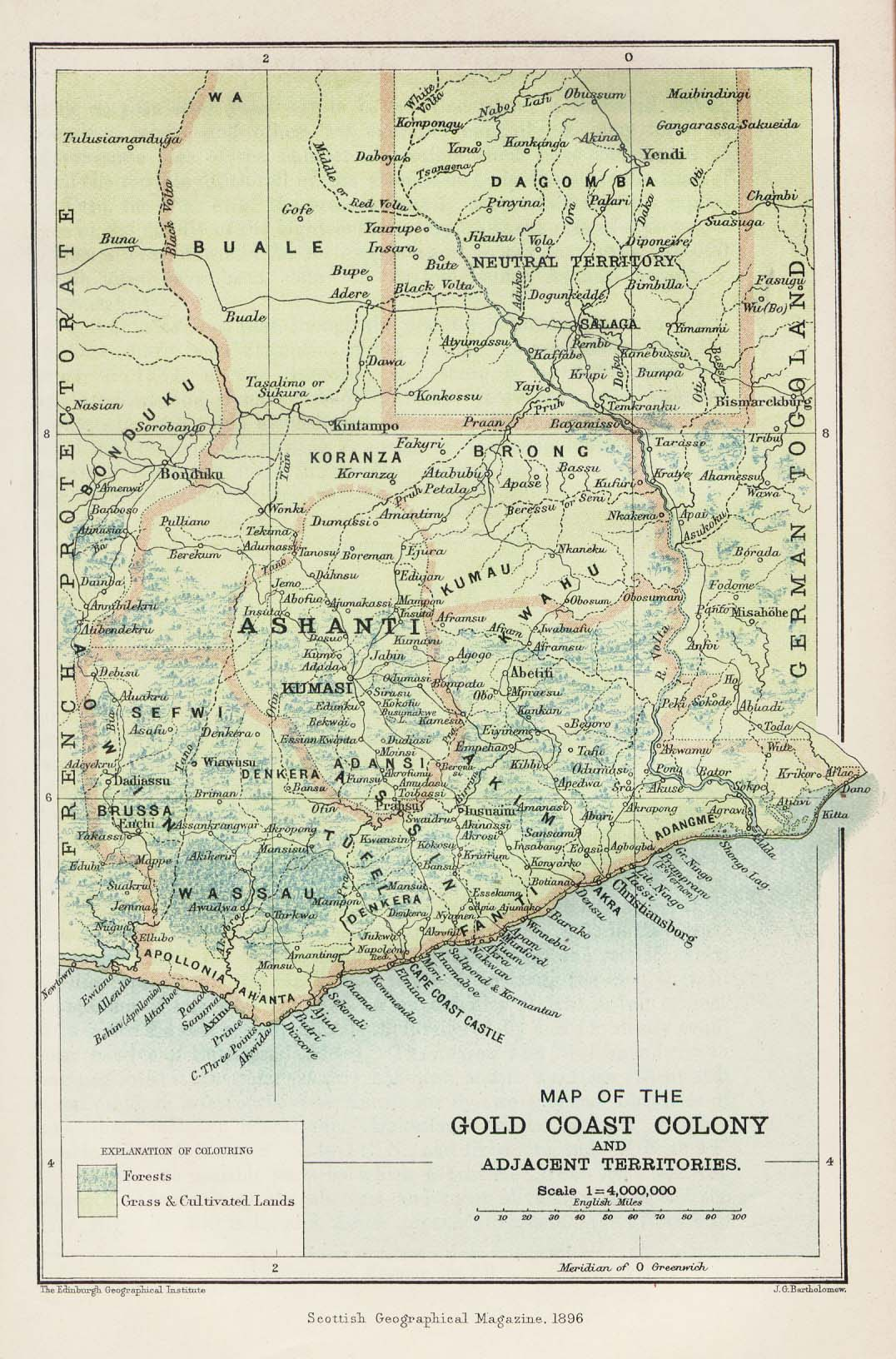
Mapa britànic de 1896 de la colònia de la Costa d'Or.

La història de Ghana es registra des del mil·lenni IX en els vestigis arqueològics. La població actual prové de les migracions del segle X d'aquesta era, a conseqüència de la desintegració dels regnes de l'Àfrica occidental, entre ells, l'anomenat regne de Ghana. El seu nom provenia del que se li donava al seu governant, ghana, i era un dels estats més rics de la regió Sudànica, ja que es dedicava especialment al tràfic d'or.
En l'actual territori de Ghana, al llarg de les rutes que portaven als jaciments aurífers, es van desenvolupar estats d'origen akan, sent els més importants els regnes d'Akan i de Twifu, a la vall del riu Ofin. Al nord es van crear els regnes de Dagomba, Mamprusi, Gonja, Yatenga i Ouagadougou, on es va adoptar la llengua mola-dagbane. Si bé aquests regnes del nord van mantenir majoritàriament les seves creences locals, van tenir una forta influència musulmana a causa dels intercanvis comercials. La unitat política més important va ser la Confederació Aixanti, d'origen akan, que es va anar expandint durant el segle xvii i va obligar els estats veïns a sotmetre's a l'autoritat de l'anomenat asantehene.

## Història antiga

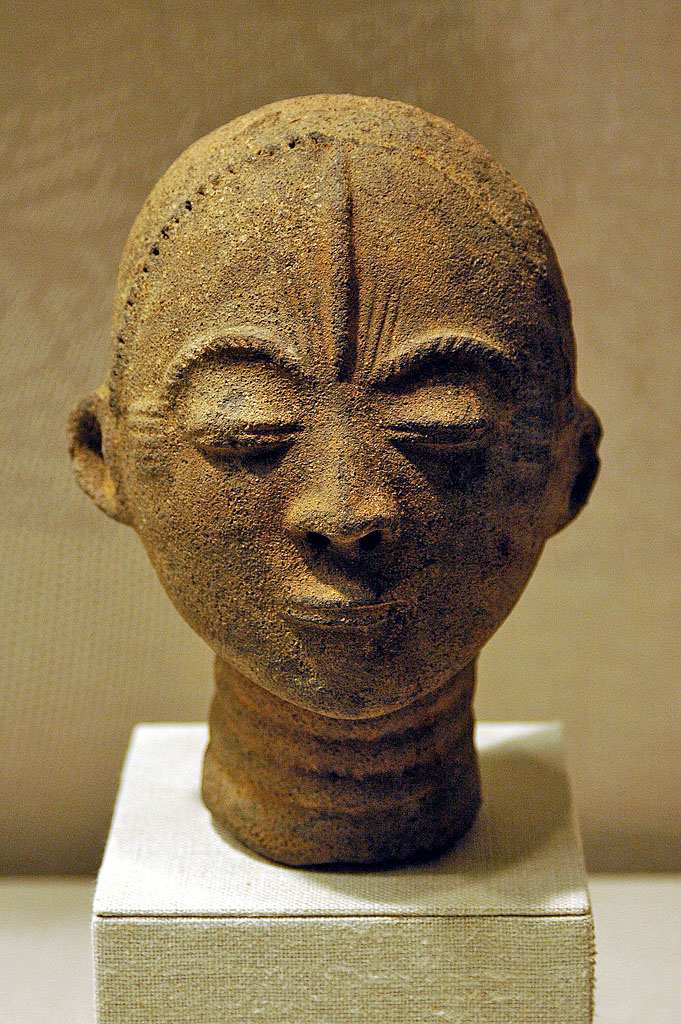
Un Terracotta Àkan dels segles -, Metropolitan Museum of Art, Nova York

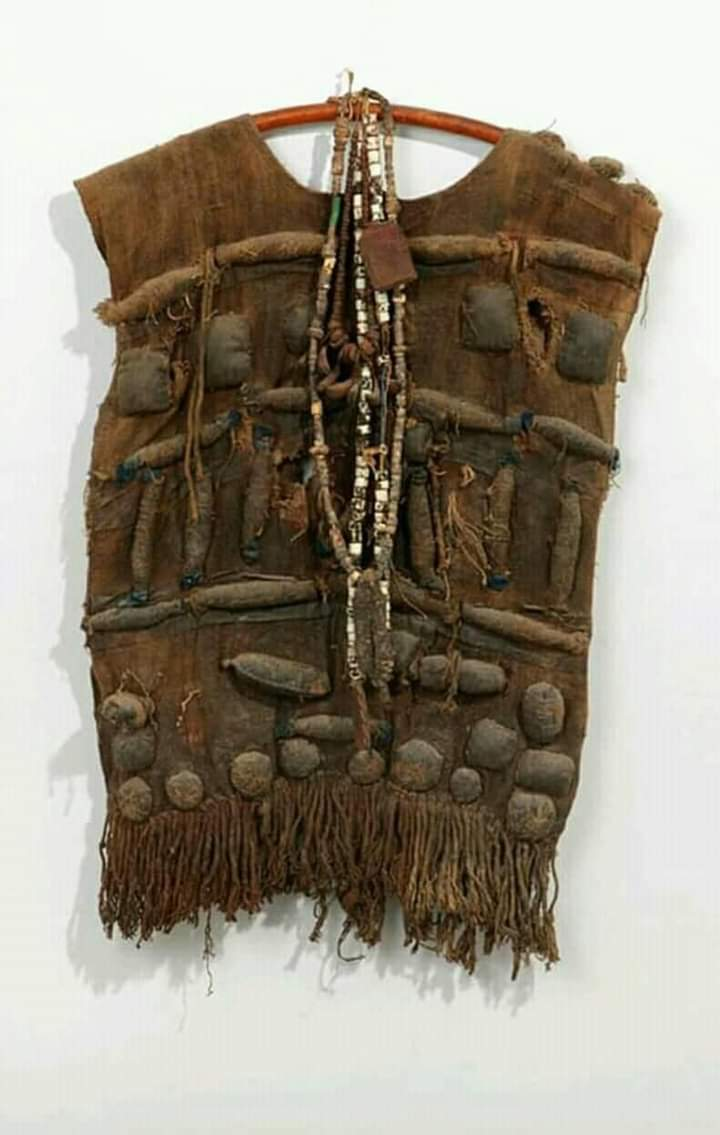
Una insignia militar del regne de Dagomba, conegut localment com a gbagno

A finals del segle xvi, la majoria dels grups ètnics que constituïen la població moderna ghanesa s'havien establert als seus llocs actuals. Les restes arqueològiques trobades a la zona costanera indiquen que la zona havia estat habitada des de l'Edat del Bronze (ca. 2000 aC), però aquestes societats, basades en la pesca, van deixar pocs rastres. Els treballs arqueològics també suggereixen que el centre de Ghana, al nord de la zona forestal, estava habitada entre 3.000 i 4.000 anys enrere.
Aquestes migracions van resultar en part de la formació i la desintegració d'una sèrie de grans estats al Sudan occidental (la regió al nord de l'actual Ghana drenada pel riu Níger). En sentit estricte, Ghana era el títol del rei, però els àrabs, que van deixar registres del regne, van aplicar el terme al rei, la capital i l'estat. L'historiador i geògraf berber Al Yaqubi del segle ix va descriure l'antiga Ghana com un dels tres estats més organitzats de la regió.
Els seus governants eren famosos per la seva riquesa en or, l'opulència de les seves corts i les seves habilitats com a guerrers i caçadors. També eren mestres del comerç d'or, que va atraure els comerciants nord-africans al Sudan occidental. Els assoliments militars d'aquests i els posteriors governants del Sudan occidental, i el seu control sobre les mines d'or de la regió, van constituir el nexe de les seves relacions històriques amb els comerciants i governants del nord d'Àfrica i el Mediterrani.

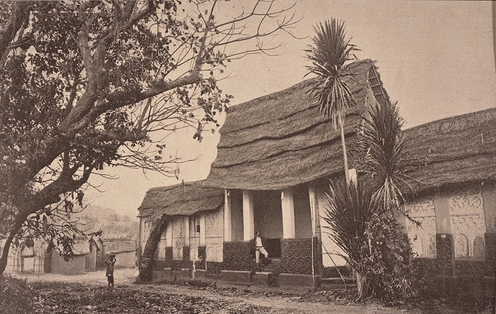
Palau del rei Aixanti Kwaku Dua de Kumasi, Kumasi, 1887

Ghana va sucumbir als atacs dels seus veïns al segle xi, però el seu nom i la seva reputació van perdurar. Encara que cap dels estats del Sudan occidental controlava territoris a l'àrea que és l'actual Ghana, diversos regnes que es van desenvolupar més tard com Bonoman, estaven governats per nobles que es creia que havien immigrat d'aquesta regió. El comerç transsaharà que va contribuir a l'expansió dels regnes a l'oest del Sudan també va provocar el desenvolupament de contactes amb regions del nord de Ghana moderna, i del bosc al sud.
El creixement del comerç va estimular el desenvolupament dels primers estats akan situats a la ruta comercial dels jaciments d'or, a la zona forestal del sud. El bosc en si estava poc poblat, però els pobles de parla akan van començar a traslladar-s'hi cap a finals del segle xv, amb l'arribada de conreus del sud-est asiàtic i el Nou Món que es podia adaptar a les condicions del bosc. Aquests nous cultius incloïen sorgo, bananes i iuca. A principis del segle xvi, fonts europees van assenyalar l'existència dels estats rics en or d'Akan i Twifu a la vall del riu Ofin.
Els regnes Mole-Dagbon són els primers regnes polítics de la Ghana moderna. Trobat per Naa Gbewaa, van sorgir nombrosos regnes com els regnes de Dagomba, Mamprusi, Nanumba i altres. Aquests regnes estan repartits per la Regió Superior Oriental, la Regió Superior Occidental, la Regió Superior Oriental i la Regió Septentrional de Ghana. El Regne de Dagomba va resistir ferotgement l'esclavitud i la colonització, preferint el comerç de mercaderies que el d'humans. Com a resultat, el Regne ha estat significativament influenciat per l'Islam a causa del comerç amb regnes veïns. La influència europea i colonial va ser més gran al sud i al centre de Ghana.

## Primers assentaments europeus
Quan els primers colonitzadors europeus van arribar a finals del segle xv, molts habitants de la zona de la Costa d'Or portuguesa s'esforçaven per consolidar els seus territoris recentment adquirits i per establir-se en un entorn segur i permanent. Inicialment, la Costa d'Or no participava en el comerç d'esclaus d'exportació, més aviat tal com va assenyalar Ivor Wilks, un important historiador colonial de Ghana, els akans van comprar esclaus a comerciants portuguesos que operaven des d'altres parts d'Àfrica, inclosos el Congo i Benin per tal de per augmentar la mà d'obra necessària per a la formació de l'estat que era característic d'aquest període.
El 1471, atrets pels relats que relacionaven la regió amb els jaciments aurífers, els portuguesos van arribar a la zona de l'actual Ghana, que va passar a ser coneguda com a Costa d'Or. anomenada així perquè era una font important d'or. L'interès portuguès en el comerç d'or, ivori i pebre va augmentar tant que el 1482 els portuguesos van construir el seu primer lloc comercial permanent a la costa occidental de l'actual Ghana. Aquesta fortalesa, Sant Jordi de la Mina (després anomenada Castell d'Elmina), va ser construïda per protegir el comerç portuguès dels competidors europeus, i després de freqüents reconstruccions i modificacions, encara es manté en peu.
La posició portuguesa a la Costa d'Or es va mantenir segura durant més d'un segle. Durant aquest temps, Lisboa va intentar monopolitzar tot el comerç de la regió en mans reials, mitjançant oficials designats a São Jorge, i va utilitzar la força per impedir els esforços anglesos, francesos i flamencs per comerciar a la costa. El 1598, les Províncies Unides (que acabarien donant pas als actuals Països Baixos) van començar a comerciar a la Costa Daurada. Els holandesos van construir forts a Komenda i Kormantsi el 1612. El 1637 van capturar el castell d'Elmina dels portuguesos i Axim el 1642 (Fort Sant Antoni). Altres comerciants europeus es van unir a mitjans del segle xvii, en gran part anglesos, danesos i suecs. La costa estava esquitxada per més de 30 forts i castells construïts per comerciants holandesos, britànics i danesos principalment per protegir els seus interessos d'altres europeus i pirates. La Costa d'Or es va convertir en la concentració més alta d'arquitectura militar europea fora d'Europa. De vegades també es van veure abocats a conflictes amb els habitants locals a mesura que els europeus desenvolupaven aliances comercials amb les autoritats polítiques locals. Aquestes aliances, sovint complicades, implicaven tant europeus que intentaven reclutar o persuadir els seus aliats més propers perquè ataquessin els ports europeus rivals i els seus aliats africans, o per contra, diverses potències africanes que buscaven reclutar Europeus com a mercenaris en les seves guerres interestatals, o com a diplomàtics per resoldre conflictes.

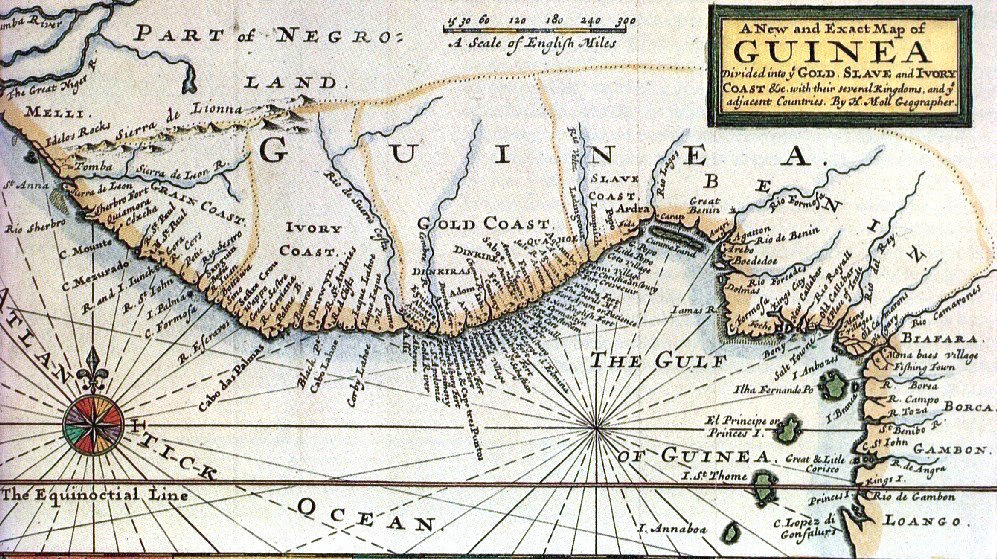
Un mapa de la Costa d'Or Sueca

Els forts van ser construïts, abandonats, atacats, capturats, venuts i intercanviats, i molts llocs van ser seleccionats en un moment o altre per a posicions fortificades per les nacions europees rivals.
La Companyia Neerlandesa de les Índies Occidentals va funcionar durant la major part del segle xviii. La Companyia de Mercaders Comerciant a l'Àfrica britànica, fundada el 1750, va ser la successora de diverses organitzacions anteriors d'aquest tipus. Aquestes empreses construïen i gestionaven noves instal·lacions mentre les empreses desenvolupaven les seves activitats comercials i defensaven les seves respectives jurisdiccions amb diferents graus de suport governamental. Les empreses sueca i prussiana van tenir una vida curta. Aquests estats nació van mantenir diferents aliances amb les potències colonials i entre elles, la qual cosa va donar lloc a la Guerra aixanti-fanti (1806-1807), així com una lluita en curs de l'Imperi Aixanti contra els britànics, les quatre Guerres anglo-aixanti.
A finals del segle xvii, els canvis socials dins de les polítiques de la Costa d'Or van portar a transformacions en la guerra, i al canvi de ser una economia exportadora d'or i importadora d'esclaus a ser una important economia local exportadora d'esclaus.
Els danesos van romandre fins al 1850, quan es van retirar de la Costa Daurada. Els britànics van prendre possessió de tots els forts costaners holandesos a l'últim quart del segle xix, convertint-los així en la potència europea dominant a la Costa d'Or.

## L'Imperi aixanti

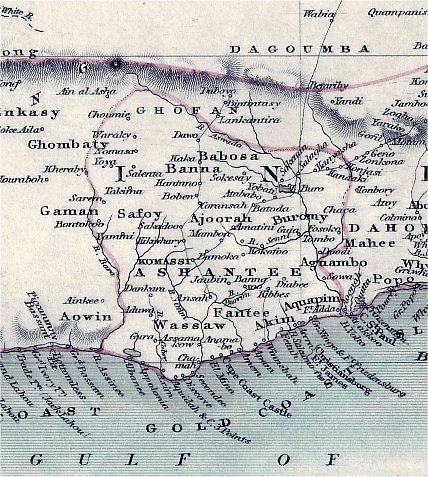
Un mapa de l'imperi aixanti.

Sota el govern del cap Oti Akenten (c. 1630–60), una sèrie d'operacions militars reeixides contra els estats veïns d'Akan van portar un territori circumdant més gran a l'aliança amb Ashanti. A finals del segle xvii, Osei Tutu es va convertir en Asantehene (rei d'Aixanti). Sota el govern d'Osei Tutu, la confederació dels estats aixanti es va transformar en un imperi amb la seva capital a Kumasi. Es va produir una consolidació política i militar, que va donar lloc a una autoritat centralitzada fermament establerta.
Osei Tutu va permetre als territoris recentment conquerits que es van unir a la confederació conservar els seus propis costums i caps, als quals se'ls va donar seients al consell estatal Aixanti. El gest d'en Tutu va fer que el procés fos relativament fàcil i no pertorbador, perquè la majoria de les conquestes anteriors havien sotmès a altres pobles akans. Dins de les parts Aixanti de la confederació, cada estat menor continuava exercint l'autogovern intern, i el seu cap guardava gelosament les prerrogatives de l'estat contra la invasió de l'autoritat central. No obstant això, es va desenvolupar una forta unitat a mesura que les diverses comunitats van subordinar els seus interessos individuals a l'autoritat central en qüestions d'interès nacional.
Els regnes africans es van involucrar en el tràfic d'esclaus a través de guerres de captura contra altres pobles per proveir als europeus. Tal va ser el cas de l'imperi aixanti, que es va transformar en un dels principals proveïdors. El 1807 els britànics van declarar il·legal el comerç d'esclaus i, a partir de llavors, van començar a patrullar les costes, atacant als vaixells que pretenien vendre esclaus per a les plantacions a Amèrica. Tanmateix, els que van aconseguir evadir aquests controls van continuar venent esclaus fins i tot durant la segona meitat del segle.
L'imperi aixanti va buscar conservar el seu poder en el territori, per la qual cosa, a partir de 1807 va llançar atacs sobre les costes, on estaven situats els forts europeus, reclamant drets sobre aquesta zona. Els aixanti es van traslladar de nou cap al sud el 1811 i el 1814. El 1817, els europeus van signar un tractat amb els aixantis pel qual reconeixien la seva sobirania sobre gran part de la costa i les seves poblacions.

## El domini britànic
Després que els holandesos es van retirar el 1874, Gran Bretanya va convertir la Costa daurada en un protectorat: una colònia de la corona britànica. Dos factors principals van establir les bases del domini britànic i l'eventual establiment d'una colònia a la Costa d'Or: la reacció britànica a les guerres aixanti i la inestabilitat i la interrupció del comerç resultants, i la preocupació creixent de Gran Bretanya per la supressió i eliminació del comerç d'esclaus.
Els fantes, que habitaven sobre la costa atlàntica, a la nova ciutat d'Accra, van sol·licitar protecció als britànics davant les incursions dels aixantis, però la capacitat de les companyies mercantils per proporcionar aquesta seguretat era limitada. La Corona Britànica va dissoldre la companyia el 1821, donant autoritat sobre els forts britànics a la Costa Daurada a Charles MacCarthy, governador de Sierra Leone. Els forts britànics i Sierra Leone van romandre sota administració comuna durant la primera meitat del segle. El mandat de MacCarthy era imposar la pau i acabar amb el tràfic d'esclaus. Va intentar fer-ho animant els pobles costaners a oposar-se al govern de Kumasi i tancant els grans camins cap a la costa. Els incidents i les guerres esporàdiques van continuar, però. El 1823, va esclatar la Primera Guerra Anglo-Aixanti i va durar fins al 1831. MacCarthy va ser assassinat, i la major part de la seva força va ser eliminada en una batalla amb les forces aixanti el 1824.
Quan el govern anglès va permetre que el control dels assentaments de la Costa Daurada tornés a la British African Company of Merchants a finals de la dècada de 1820, les relacions amb els aixanti encara eren problemàtiques. Des del punt de vista dels aixanti, els britànics no havien aconseguit controlar les activitats dels seus aliats costaners locals. L'encoratjament de MacCarthy a l'oposició costanera a aixanti i el posterior atac militar britànic de 1824 va indicar a més a les autoritats aixanti que els europeus, especialment els britànics, no els respectaven.
El 1831 els britànics van signar un altre tractat de pau amb l'imperi aixanti, i diversos regnes costaners es van sotmetre voluntàriament a la seva protecció. El 1850 van instaurar una administració de la Costa d'Or, separada de Sierra Leone, i el 1872 van comprar Elmina als holandesos. Això va constituir un dur cop per als aixantis ja que d'aquesta manera perdien la seva única sortida al mar. Per això van envair la costa el 1873, però els britànics van respondre envaint la seva capital, Kumasi, i els van obligar a signar un tractat pel qual renunciaven a tota pretensió sobre les costes, els britànics van proclamar l'existència de la Colònia Costa d'Or el 24 de juliol de 1874, que s'estenia des de la costa cap a l'interior fins a la vora del territori Aixanti. A continuació van crear un protectorat al territori aixanti el 1896, incorporant-lo a la colònia de la Costa d'Or el 1902.

## De la colonització a la independència
L'administració colonial es va dedicar a desenvolupar el sector agrícola, especialitzant al territori en la producció de cacau. La Costa d'Or es va convertir en l'exportador de més de la meitat d'aquest producte que es consumia al món. També va desenvolupar l'explotació forestal i aurífera. Això es va complementar amb l'extensió ferroviària i l'obertura d'escoles estatals i missioneres. Per tenir un domini efectiu sobre la població, va conservar els caps tradicionals sota la supervisió del govern colonial, davant el qual havien de respondre.
Els beneficis econòmics obtinguts pels britànics de cap manera van redundar en una millor qualitat de vida dels colonitzats. A més, els nous africans "educats", que havien tingut l'oportunitat d'estudiar en escoles britàniques i, fins i tot, de viatjar al Regne Unit per cursar carreres universitàries, mancaven de tot dret a participar en les decisions polítiques, i molt menys a formar un govern propi. L'únic avanç es va donar el 1925, quan es va permetre la incorporació de sis caps tradicionals al Consell Legislatiu, però només com a membres no oficials, als quals es van agregar dos més el 1930.
La United Gold Coast Convention (UGCC), primer moviment nacionalista creat el 1947 i liderat per J. B. Danquah i altres membres de la minoria intel·lectual, va sol·licitar la substitució dels caps tradicionals en el Consell Legislatiu per africans educats i l'autonomia africana "en el menor temps possible". El secretari general de la UGCC, Kwame Nkrumah, un africà educat als Estats Units i simpatitzant de les idees panafricanistes, considerava que calia exigir l'autonomia immediata i va requerir respostes davant la desocupació i els problemes econòmics, que van desembocar en vagues el 1948.
Nkrumah es va separar de l'UGCC i el 1949 va fundar el Convention People's Party (CPP). Les bases d'aquest partit es trobaven sobretot en les masses de treballadors urbans, anomenats verandah boys, que eren emprats, petits funcionaris i alguns homes de negocis. El 1950 Nkrumah va llançar la primera campanya d'"acció positiva", consistent en vagues, boicots i actes de desobediència civil, que li van valer la detenció i la presó. Tanmateix, simultàniament va iniciar negociacions amb els britànics, aconseguint que es permetessin ministres africans al Consell Executiu i que s'instaurés una Assemblea Legislativa amb membres electes de tot el país. Nkrumah, que encara es trobava a la presó, va obtenir una curul en les primeres eleccions.
El governador, Charles Arden-Clarke va excarcerar Nkrumah i el va convidar a continuar les negociacions per formar un govern participatiu. Les reformes de 1954 van establir que l'elecció dels membres de l'assemblea seria directa, sense tenir en compte la pertinença ètnica. A més, es va introduir el càrrec de primer ministre, que va recaure en Nkrumah.
El National Liberation Movement (NLM), de majoria aixanti, es va erigir com el partit d'oposició impulsant una constitució federal per conservar els poders regionals tradicionals. Però la seva proposta i en les eleccions de 1956 van ratificar el lideratge del CPP en l'assemblea.
El 6 de març de 1957 es va proclamar la independència. Nkrumah va continuar com a primer ministre, mentre es mantenia la representació de la corona britànica a través d'un governador general. Aquest càrrec va ser eliminat el 1960, quan es va optar pel sistema republicà.
Ghana va ser el primer país de l'Àfrica subsahariana que va accedir a la independència.

## L'etapa independent
Nkrumah va prohibir els partits polítics regionalistes o religiosos, i per erradicar l'oposició es va posar en vigència l'acta de detenció preventiva, per la qual es permetia al primer ministre disposar de detencions sense judici previ. Tal va ser el cas de Danqua, el líder de l'UGCC, que va morir a la presó, mentre que Kofi Abrefa Busia, que es trobava al capdavant de l'opositor United Party (UP), format pel NLM i altres, va decidir exiliar-se a Londres.
En consagrar-se la república, el 1960, Nkrumah va ser elegit president vitalici. Nkrumah va promoure la unitat del continent (a través de la Unió d'Estats Africans) per enfrontar les pressions polítiques dels grans pols de poder. Internament, va impulsar l'educació, va estendre els serveis sanitaris i va realitzar grans inversions públiques, creant firmes estatals i construint el complex electrometal·lúrgic del Volta, amb el finançament de bancs occidentals. Les bases econòmiques colonials, però, no es van modificar. Els ingressos van seguir provenint en l'exportació de cacau, el preu no havia deixat de baixar en el mercat internacional. Durant el govern de Nkrumah Kofi Baako va ser ministre d'Educació i Informació.
La crisi econòmica va portar a l'oposició a organitzar manifestacions, les quals van ser reprimides. El 1964 es va instaurar un règim de partit únic. El 1966 l'exèrcit va organitzar un cop d'Estat que va enderrocar a Nkrumah, qui es va refugiar a Guinea.
Els militars van romandre al govern fins al 1969, quan es van celebrar els comicis en què Busia, de l'UP, va ser elegit president. Un altre cop militar el va enderrocar el 1972. Després d'un curt període d'aparent benestar per la pujada del preu del cacau, la desocupació es va estendre a 500.000 persones i van augmentar la inflació i els preus dels aliments. Llavors els reclams d'un retorn a un govern civil es van començar a estendre. Es va cridar a eleccions per al 10 de juny de 1979. No obstant això, el 3 de juny el capità Jerry Rawlings va liderar un nou cop d'Estat. Les eleccions, que es van celebrar deu dies després del previst, van donar el triomf a Hilla Limann, representant del People's National Party (PNP), qui va tenir una permanència efímera al poder, ja que a finals de 1981 va ser enderrocat per Rawlings, que va liberalitzar l'economia i va llançar un programa de recuperació econòmica. Per obtenir finançament va haver d'acceptar els condicionaments del Fons Monetari Internacional, que va exigir la posada en pràctica d'un programa d'ajust, el qual va incloure la devaluació de la moneda. La primera fase del pla va portar a l'estabilitat econòmica i a la reducció de la inflació a un 20% el 1987. No obstant això, no es van generar nous llocs de treball. Les veus requerint el retorn a la democràcia van començar a sorgir des de diversos sectors. Rawlings va preparar el camí cap a les eleccions, encara que va proscriure a molts partits i potencials candidats. Va aconseguir així ser elegit president el 1992 com a representant del National Democratic Congress (NDC). Va ser reelegit en els comicis de 1996.
En els comicis del 2000, John Kufuor, del New Patriotic Party (NPP), va vèncer a l'oficialisme i es va convertir en president. El nou govern va tenir èxit en frenar l'escalada inflacionista, va aconseguir reduir-la en un 40%. No va poder, però, evitar la caiguda dels ingressos derivats de les exportacions, ja que tant els preus del cacau com l'or es van desplomar, i va haver d'enfrontar encara el problema més greu, la desocupació, que afectava un terç de la població.
La campanya electoral prèvia als comicis nacionals del mes de desembre de 2004 es va veure enfosquida per un suposat complot en el qual haurien participat militars actius i retirats. De tota manera, l'oficialista NPP va derrotar el Congrés Nacional Democràtic (NDC) i el president Kufuor va resultar reelegit i amb una àmplia majoria al parlament.
El president Kufuor va abandonar el poder el 2008. El governant NPP va escollir Nana Akufo-Addo, fill d'Edward Akufo-Addo, com a candidat mentre pel NDC John Atta Mills es va presentar per tercera vegada. Després d'una segona volta, John Atta Mills va guanyar les eleccions. Va jurar com a president el 7 de gener de 2009 en una transició pacífica després que Nana Akuffo Addo fos derrotat per poc. Mills va morir i el va succeir el vicepresident John Dramani Mahama el 24 de juliol de 2012.
Després de les eleccions presidencials de Ghana de 2012, John Dramani Mahama es va convertir en president electe i va ser investit el 7 de gener de 2013.Ghana era una democràcia estable.
Com a resultat de les eleccions presidencials de Ghana de 2016, Nana Akufo-Addo es va convertir en president electe i va ser investit com a cinquè president de la Quarta República de Ghana i vuitè president de Ghana el 7 de gener de 2017. El desembre de 2020, va ser reelegit després d'un disputades eleccions.